# 혼일강리역대국도지도

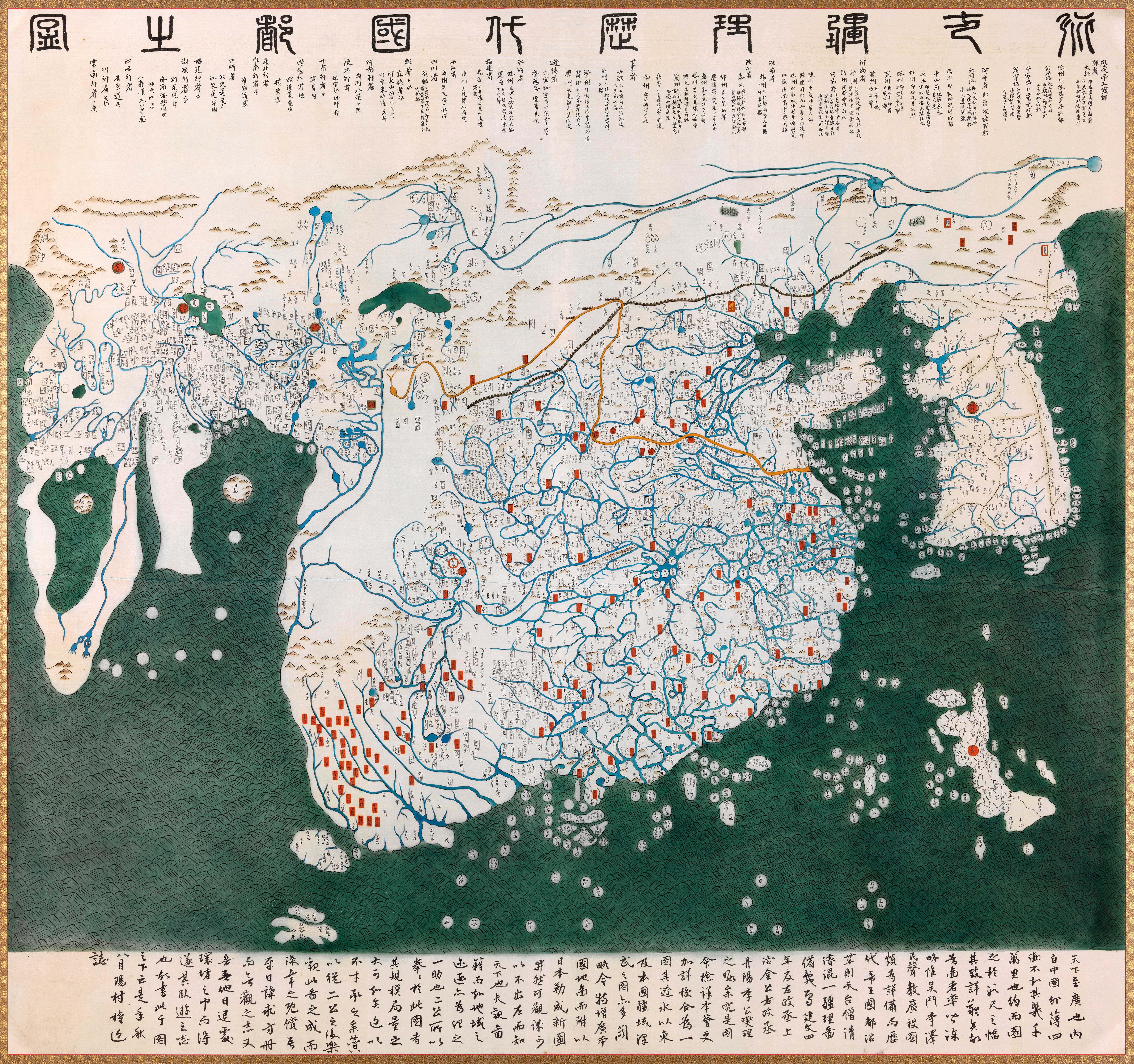
혼일강리역대국도지도 (규장각한국학연구원 소장본)

혼일강리역대국도지도(混壹疆理歷代國都之圖) 또는 단순히 강리도(疆理圖)는 조선 태종(太宗) 2년(1402년)에 제작된 세계 지도이다. 지도 이름은 역대 나라의 수도를 표기한 지도라는 뜻이다. 김사형 및 이무, 이회 등이 제작하고 권근이 발문을 썼다. 원본은 현재 전하지 않으며 일본에 필사본 2점이 보관되어 있다. 현존하는 것은 사본뿐이지만 여기에 적혀 있는 지명으로 유추하면 늦어도 1592년까지의 정보가 혼입되어 있을 가능성도 있다.
6백년 전에 이미 아시아와 유럽, 아프리카까지 아우른 세계지도를 작성했다는 데에서 이 지도의 가치는 매우 높다. 그러나 아직 대륙과 시대 인식이 넓지 않았던 터에 아메리카 대륙과 오스트레일리아(호주) 대륙은 이 지도에는 없다. 이 지도는 15세기 말까지 세계지도로서는 유럽의 것보다도 훨씬 우수한 것이었다.

## 제작 과정
태종 2년(1402년) 5월에 문신 이회가 자신이 직접 그린 《조선팔도도》(朝鮮八道圖)를 태종에게 바쳤고, 이로부터 석 달 뒤 의정부좌정승 김사형과 우정승 이무, 검상(檢詳) 이회 등이 주도하여 제작한 《혼일강리역대국도지도》가 완성되었다. 지도 제작 당시 참찬이었던 권근이 지도가 만들어지기까지의 과정과 제작 동기를 밝힌 발문을 지었는데, 다음과 같다.
천하는 지극히 넓다. 내중국에서 외사해까지 몇 천ㆍ만 리나 되는지 알 수 없다. 이를 줄여서 폭 몇 자의 지도로 만들자면 그게 상세하기는 어려운 일이다. 따라서 지도로 만들면 모두 소략해져버린다. 다만 오문(吳門) 이택민의 《성교광피도》(聲敎廣被圖)는 매우 상세하고, 역대 제왕의 연혁은 천태승(天台僧) 청준(淸濬)의 《혼일강리도》에 실려 있다. 건문(建文) 4년 여름에 좌정승 상락(上洛) 김공(김사형)과 우정승 단양 이공(이무)이 섭리(燮理)의 여가에 이 지도를 참조하여 연구하고, 검상 이회에게 명하여 자세히 교정하도록 하여 한 장의 지도를 만들게 하였다. 요수 동쪽과 본국의 강역은 이택민의 지도에도 많이 생략되어 있다. 지금 특별히 우리 나라의 지도를 증광하고 일본을 첨부해 새로운 지도를 만들었다. 정연하고 보기에도 좋아 집을 나가지 않아도 천하를 알 수 있게 되었다. 지도를 보고 지역의 멀고 가까움을 아는 것은 다스림에도 하나의 보탬이 되는 법. 두 공(公)께서 이 지도를 존중하는 까닭은 그 규모와 국량이 크다는 것을 알기 때문이다. 근은 재주 없는 몸으로 참찬을 맡아 두 공의 뒤를 따랐는데, 이 지도의 완성을 기쁘게 바라보게 되니 몹시 다행스럽다. 내가 평소에 방책을 강구해보고자 했는데 뜻을 맛보게 되었고, 또한 훗날 자택에 거주하면서 와유(臥遊)하게 될 뜻을 이루게 됨을 기뻐한다. 따라서 이 지도의 밑에 써서 말한다. 시년(是年) 가을 8월에 양촌 권근이 기록하노라.

발문에서 권근은 김사형과 이무가 기획하고 이회가 실무를 맡았다고 설명했는데, 여기서 중국의 《혼일강리도》에 일본의 지도를 추가하여 제작하였다고 설명하고 있다. 1398년경 명(明)에서 제작한 《대명혼일도》와 유사한 모습을 띠고 있는데, 이 《대명혼일도》의 영향을 직접적으로 받았는지 어땠는지는 알 수 없지만, 그 전에 이미 이회가 그린 《조선팔도도》가 있었던 것을 감안한다면 이 《혼일강리역대국도지도》를 제작하는 데에 실제 주역은 이회였다고 할 수 있다. 이회 자신이 이미 앞서 《조선팔도도》를 제작한 경험이 있는 만큼 중국과 비례하는 조선의 지도를 그리는 데에는 큰 어려움이 없었을 것으로 여겨진다.
권근이 지도 제작에 참조했다고 한 《성교광피도》는 이슬람 계통의 세계지도로 추정되는데, 실제로 드문드문 아랍어 지명이 보이고 아랍 계통의 지구의를 따라 바다는 녹색, 하천은 청색으로 표기되어 있다. 지도에는 중국 역대 왕국의 수도가 표기되어 있다. 시대의 지명을 반영하고 있으나 기본적인 지리 정보는 원(元) 시대에 중국을 거쳐 유입된 아라비아 계통의 지도로부터 얻은 것으로 보인다. 하지만 아라비아 계통의 지도가, 땅은 둥글다는 지구설에 기초해 원형으로 제작된 것과는 달리 《혼일강리역대국도지도》는 동양의 전통적인 천원지방(天圓地方) 관념에 토대를 두고 사각형으로 제작되었다.

## 지도 작성에 사용된 정보
일본에 소장되어 있는 《혼일강리역대국도지도》 류코쿠 대학본과 혼코지본에는 지도 하단부에 권근이 쓴 발문이 붙어 있다. 『양촌선생문집』(陽村先生文集)에도 비슷한 내용이 기록되어 있다. 권근에 따르면 해당 지도를 작성하는 데에 있어서 네 종의 지도를 참고하였다고 하였다.
- 이택민(李澤民)에 의한 성교광피도(聲教廣被圖, 세계지도)
- 청준(淸浚)에 의한 혼일강리도(混一疆理圖)
- 이름을 알 수 없는 조선인에 의한 한반도 지도
- 이름을 알 수 없는 일본인에 의한 일본 지도. 행기도(行基圖)로 보는 설도 있다.[5]

명 건문(建文) 4년에 해당하는 조선 태종 2년(1402년) 조선 조정의 김사형(金士衡)、이무(李茂)、이회(李薈)는 2종의 중국 지도를 수합하여 새로운 지도를 만들었다. 이택민의 지도는 만주 남부로 흐르는 요하의 조금 앞까지밖에 그려내지 못하였는데, 한반도 전체와 일본까지도 포함된 지도였다. 이것이 《혼일강리역대국도지도》이다. 다음은 그 성립 과정을 해설한 것이다.

### 성교광피도
이택민의 《성교광피도》(세계지도)는 현재는 실전되어 전하지 않는다. 원의 상태가 후대의 지도로부터 재현되어 있다. 나홍선(羅洪先)의 『광여도』(廣輿圖, 1555)에 수록된 《동남해이도》(東南海夷圖), 《서남해이도》(西南海夷圖)가 그 연혁과 도서 지역을 제외한 대부분이 《성교광피도》의 남반 부분의 카피로 여겨지고 있다. 만주어로 묘사한 명대의 지도 《대명혼일도》(大明混一圖)도 또한 이택민의 지도의 복사로 여겨지고 있다.
《성교광피도》는 세계지도였다. 중국뿐 아니라 아프리카나 유럽 지역도 포함하고 있는 것이었다. 나홍선의 지도나 《대명혼일도》의 내용을 통해 《성교광피도》 쪽이 훗날 조선에서 제작된 《혼일강리역대국도지도》보다도 17세기 인도의 지리를 정확하게 표현하고 있는 것으로 여겨지고 있다.
제작자 이택민에 대해서는 전해지는 것이 별로 없다. 지도상의 지명으로부터 유추하건대 《성교광피도》는 1319년 무렵에 제작되었고, 1329년부터 1338년경에 수정이 더해졌던 것으로 보인다. 무엇보다 후술할 오사도(烏斯道)의 발언을 통해 성교광피도가 청준(淸濬)의 지도(1360년경?)보다도 새로울 가능성도 있다.

### 광륜강리도
도사 청준(淸浚, 1328 - 1392)이 제작한 《혼일강리도》(混一疆理図) 또한 실전되어 전하지 않는다. 그러나 명대의 서적 수집가였던 엽성(葉盛, 1420 - 1474)이 찬한 《수동일기》(水東日記)에 수록 되어 있는 《광륜강리도》(廣輪疆理圖)가 혼일강리도의 수정판으로 보이고 있다. 엽성은 엄절(嚴節)의 발문이 붙어 있는 지도(1452년)에 대한 기록도 남겼다. 엄절에 따르면 《광륜강리도》는 1360년에 제작된 것이었다. 무엇보다 현존하는 지도에는 (엄절의 작업으로 생각되는) 개변이 더해져 명대의 지명이 곳곳에 보이고 있다. 오리지널이라면 원대의 지명이 기록되어 있었을 것이다.
《광륜강리도》는 역사지도로써 중국의 학자들 사이에 유명하였다. 거기에는 당시의 지명이 더해져 있었고, 옛 수도의 위치도 기록되어 있었다. 그것은 어디까지나 중국의 역사지도였으며 세계지도는 아니었다. 그러나 송대의 지도에는 없는, 몽골이나 동남아시아의 정보도 포함하고 있었다. 바닷길도 그려져 있었다. 같은 바닷길이 앞에서 언급한 일본 혼묘지(本妙寺)의 지도에도 그려져 있다.

### 오사도의 업적
조선에서 제작된 지도의 의의는 두 개의 중국 지도를 결합시켰다는 데에 있다. 더구나 같은 것이 이미 오사도에 의한 《춘초재집》(春草齋集)으로 이루어져 있었다. 오사도는 《광륜도》(廣輪圖)와 이여림(李汝霖)에 의한 《성교피화도》(聲教被化圖, 현대에는 전하지 않는다)의 통합을 시도하였다. '광륜도'는 앞에서 본 《광륜강리도》를 가리키는 것으로 여겨진다. 또한 이여림은 이택민의 별명으로 '성교피화도' 또한 《성교광피도》와 같은 것으로 여겨지고 있다.
학자들은 문헌상의 근거는 없지만 김사형이 1399년에 중국으로 여행을 갔을 때 이 두 종류의 중국 지도를 손에 넣었을 것으로 보고 있다. 다른 가능성으로는 권근의 발문에서 유추컨대 오사도의 업적을 포함해 몇 개의 기회에 걸쳐 조금씩 지도를 모았다고도 생각할 수 있다.

### 조선의 지도
권근은 한반도의 지리에 관하여 이택민의 지도가 부정확하다고 보았다. 그가 손에 넣은 이택민의 지도 남반부에는 자세한 기술이 없었던 것이다. 청준의 지도는 고려의 기술에 관해서는 이택민의 지도로부터 어느 정도 보충하였다.
그러나 권근은 이를 올바른 한반도의 모습이라고 생각하지 않았고, 자세한 것은 알 수 없지만 이회의 《팔도도》(八道圖)를 다분히 참고하였을 것으로 여겨지고 있다. 현존하는 가장 오래된 고려 지도는 1470년대 것으로 참고로 한 정보가 어떠한 것이었는가에 대해서는 명확하지 않다.
한편 권근의 주석에 따르면 한반도가 크게 그려져 있는 것은 보기 쉽게 하기 위해 일부러 그렇게 그렸다고 한다.

### 일본의 지도
중국의 두 지도에는 일본은 동서로 뻗은 세 개의 섬으로 그려져 있다. 이는 서복(徐福)의 전설에 기초한 부분이 큰 것으로 여겨지고 있다. 전한(前漢) 시대에 편찬된 《사기》(史記)에 따르면 서복은 바다 위의 세 개의 산으로 이루어진 섬이 있다는 이야기를 남기고 있으며, 중국인은 오랫동안 이곳을 일본 열도를 가리킨 것이라고 믿어왔다.
류코쿠 대학본에 그려져 있는 일본은 이제까지의 중국의 지도에 그려진 것보다 정확한 형태를 갖추고 있는데, 방향이 90도 회전하고 있다. 이러한 사실은 일본 학자들의 흥미를 불러일으켰고, 고대 야마타이 국(邪馬臺國)의 위치를 둘러싼 논쟁의 근거가 되기도 하였다. 무엇보다 나머지 세 지도에는 평범하게 그려져 있고, 류코쿠 대학본의 일본 열도의 각도의 방향이 예외이다.
네 가지 복사 지도에 그려진 일본은 제각기 차이를 보이고 있어, 원래의 그림에 어떻게 그려졌는지는 잘 알 수 없다. 혼코지본은 조선의 신숙주가 저술한 《해동제국기》(海東諸國紀)에 수록되어 있는 지도와 유사점이 많아서 정보가 갱신된 것은 아닐까 여겨지고 있다.
지도 가운데 권근의 업적에 기초하지 않은 부분은 《세종실록》(世宗實錄) 세종 즉위년 10월조에 서술되어 있는, 조선의 박순지(朴敦之)가 1401년에 일본을 방문하였을 때 입수한 지도를 토대로 한 것으로 여겨지고 있다. 그렇다고 해도 박순지가 일본 오우치 씨(大內氏)에 머무르고 있었던 것은 1399년까지의 일이며, 이 설은 분명히 문제가 있다.

## 보존본의 역사
강리도의 원본은 현재 한국에는 없고 일본에서 2종을 보관하고 있다. 정확한 기록이 없어 단정할 수는 없으나 원본은 임진왜란 중에 일본으로 건너가게 된 것으로 보이는데, 가토 기요마사(加藤淸正)가 이 지도를 일본으로 가져가 자신의 개인사찰인 혼묘지에 보관하였고 후일 교토의 류코쿠(龍谷) 대학에서 이를 기증받아 보관하였다. 다른 한 종은 에도 시대 혼코지(本光寺)에서 이를 복사한 것으로 덴리 대학에서 보관 중이다.
규장각에 소장된 《혼일강리역대국도지도》는 류코쿠 대학 도서관에 소장된 원본을 모사한 것이다. 1968년 서울대학교 지리학과 교수였던 고(故) 이찬 교수(1923~2003)가 《혼일강리역대국도지도》의 필사본을 발견했을 때, 이 교수는 이와 똑같은 형태의 리플리카를 제작해보고자 했지만 당시 류코쿠 대학측에서는 이 지도의 사진 촬영조차도 허가하지 않고 있었다. 이 교수는 인맥을 총동원한 끝에 간신히 류코쿠 대학측에서 보관하고 있던 거의 완전한 실물 사진을 입수하는 데 성공했고, 이 사진을 초상화 전문가에게 보여주어 초상화를 모사하듯 지도를 필사하도록 요청했다. 그렇게 형체가 완성된 지도 위 빽빽하게 적힌 글씨들은 서예가의 도움을 받아 지명 하나하나를 옥편에서 찾아가며 확인 가능한 글씨들을 지도 위로 옮겼다. 그리고 마침내 15년 만인 1983년에 모사본 《혼일강리역대국도지도》가 완성될 수 있었다.

## 내용

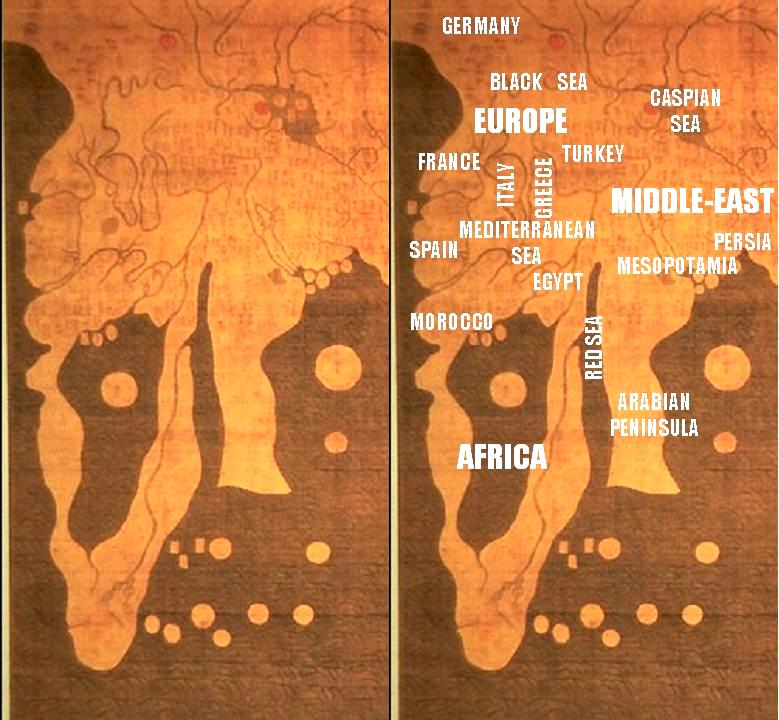
혼일강리역대국도지도에서 묘사된 아프리카, 유럽, 중동 지역 및 현대의 지명들.

전체로써는 《혼일강리역대국도지도》는 이택민의 《성교광피도》를 기초로 하고 있다. 서방 지역의 면적은 실제보다도 상당히 작지만 서쪽의 아프리카, 유럽에서 동쪽의 일본에 이르기까지 예전 사람들이 인식했던 '세계'의 윤곽을 정확히 보여 준다. 즉, 동방 사회에서는 몽골 제국 시대 이전에는 알지 못했던 아프로·유라시아 대륙에 대한 지리적 정보를 포함하고 있다. 지도상의 지명을 따서 서방에 대한 정보는 14세기 전반의 것으로 여겨진다. 이후에도 동방에서는 마테오 리치와 같은 유럽인들이 서양의 정보를 전달할 때까지 서방의 지리정보가 갱신되지 않았다.
이와는 별개로 중국과 이슬람의 지리정보는 갱신되어 있다. 갱신된 것은 델리와 비슈바리크(우루무치 근교)를 잇는 남북선에서 동쪽의 정보이다(비슈바리크는 우구데이에서 몽케 시대 몽골 제국의 중앙아시아 행정의 중심이었다). 이보다 서쪽의 정보는 실제로는 비슈바리크 서쪽인데 북쪽이나 동쪽에 그려져 있는 것도 있다. 예를 들어 당(唐) 왕조와 이슬람의 압바스 왕조가 충돌한 탈라스 전투의 전장인 탈라스 강은 비슈바리크 북동쪽에 그려져 있는데, 실제로는 북서쪽에 위치하고 있었다. 또한 인도와 티베트의 지리는 당을 방문했던 일본의 불교 신자들의 순례 등에서 나온 중국 측의 정보를 바탕으로 하고 있다. 현재의 델리, 다울라타바드 등 인도 서부의 지명으로부터, 이 근처의 정보는 일 칸국으로부터 얻은 것으로 생각된다.
투르키스탄 서부, 이란 고원, 아라비아 반도, 이집트, 아나톨리아 반도의 묘사는 정확하고 상세하다. 유라시아 서북부의 지명은 드문드문 기재돼 있는데도 이들 지역의 지명은 매우 자세하다. 이 범위는 일 칸국과, 일 칸국에 북쪽으로 접해 있던 주치 울루스의 영역과도 일치하는 데에서, 이들 정보도 일 칸국으로부터 얻은 것으로 보인다.
아프리카에는 35가지의 지명이 적혀 있다. 아프리카의 해안선에 대해서는 유럽의 바스코 다 가마 등의 정보보다도 앞선다. 특히 남단에 대한 정보는 정확하며 오렌지강으로 보이는 강도 그려져 있다. 아프리카 중앙부에 대해서는 거의 생략되어 있는데, 14세기 후반까지 존재하고 있었던 이집트의 알렉산드리아 등대가 그려져 있어, 이집트(아랍어로는 「미스르」 مصر Miṣr)를 영유하고 있던 맘루크 왕조의 수도 카이로나, 동아프리카의 중심적 도시로 12세기부터 16세기까지 소말리아 남쪽을 지배했던 베르베르인 계통의 파흐르딘 가문 정권의 수도였던 모가디슈 등의 지명도 보이고 있다. 지중해의 모양도 정확하게 그려져 있는데, 다른 바다(검게 그려져 있다)와는 다르게 육지와 같은 색으로 표시되어 있다. 마그리브(아프리카 북안)와 이베리아 반도는 정확한데, 제노바와 베네치아가 그려져 있지 않다. 유럽의 지명은 100개가 넘게 쓰여있으며 독일의 라틴어 표기인 Alemania를 의도한 Alumangia 등도 보인다.

## 참고 문헌
- 신병주, 「규장각에서 찾은 조선의 명품들」2007, 책과 함께
- 미야 노리코(宮紀子) (2010년 10월 15일).  김유영, 편집. 《조선이 그린 세계지도 - 몽골 제국의 유산과 동아시아》. 류코쿠 대학 도서관: 소와당 (2010년 10월에 출판됨). 8993820236. 2016년 3월 4일에 원본 문서에서 보존된 문서. 2011년 2월 10일에 확인함.
- 宮紀子「混一疆理歴代国都之図」への道」『モンゴル時代の出版文化』名古屋大学出版会、pp.487-651、2006年1月。
- 杉山正明「東西の世界図が語る人類最初の大地平」『大地の肖像 ― 絵図・地図が語る世界』京都大学学術出版会、pp. 54-83、2007年4月。
- 조지프 니덤 『중국의 과학과 문명』（Science and Civilisation in China）, vol. 3.
- "Circa 1492. Art in the age of exploration", Washington National Gallery of Art, Yale University Press, ISBN 0-300-05167-0
- Peter Jackson, "The Mongols and the West", Pearson Education Limited, 2005, ISBN 0582368960

## 같이 보기
- 천하제번식공도
  - 천하전여총도
- 혼일역대국도강리지도
- 대명혼일도(1389년~1391년)
- 해동삼국도
- 대동여지도
- 조선방역지도 - 대동여지도보다 300년 전인 1557년~1558년 사이에 만들어졌으며, 대마도를 확실하게 포함하고 있다.
- 곤여만국전도
- 지도 : 청구도 / 대동지지 / 동여도
- 자료 : 오주연문장전산고 / 신증동국여지승람
- 인물 : 김정호 / 최한기 / 신헌